# Saint-Genis-du-Bois
Saint-Genis-du-Bois (Sent Genís dau Bòi en gascon) est une ancienne commune du Sud-Ouest de la France, située dans le département de la Gironde (région Nouvelle-Aquitaine). Elle fusionne le 1er janvier 2025 au sein de Porte-de-Benauge.
Ses habitants sont appelés les Saint-Génissois.

## Géographie

### Localisation
La commune se trouve à 41 km au sud-est de Bordeaux, chef-lieu du département, à 22 km au nord-nord-est de Langon, chef-lieu d'arrondissement et à 8,5 km à l'est-sud-est de Targon, chef-lieu de canton.
Les communes limitrophes sont Martres, Coirac, Montignac et Porte-de-Benauge (d).
| Montignac        |                     | Martres |
| Porte-de-Benauge | Saint-Genis-du-Bois |         |
|                  |                     | Coirac  |

### Climat
Pour des articles plus généraux, voir Climat de la Nouvelle-Aquitaine et Climat de la Gironde.
Historiquement, la commune est exposée à un climat océanique aquitain.  
En 2020, Météo-France publie une typologie des climats de la France métropolitaine dans laquelle la commune est exposée à un climat océanique et est dans la région climatique  Aquitaine, Gascogne, caractérisée par une pluviométrie abondante au printemps, modérée en automne, un faible ensoleillement au printemps, un été chaud (19,5 °C), des vents faibles, des brouillards fréquents en automne et en hiver et des orages fréquents en été (15 à 20 jours).
Pour la période 1971-2000, la température annuelle moyenne est de 13 °C, avec une amplitude thermique annuelle de 14,8 °C. Le cumul annuel moyen de précipitations est de 863 mm, avec 11,6 jours de précipitations en janvier et 6,7 jours en juillet. Pour la période 1991-2020, la température moyenne annuelle observée sur la station météorologique la plus proche, située sur la commune de Saint-Sulpice-de-Pommiers à 6 km à vol d'oiseau, est de 13,8 °C et le cumul annuel moyen de précipitations est de 764,8 mm,. Pour l'avenir, les paramètres climatiques de la commune estimés pour 2050 selon différents scénarios d’émission de gaz à effet de serre sont consultables sur un site dédié publié par Météo-France en novembre 2022.

## Urbanisme

### Occupation des sols

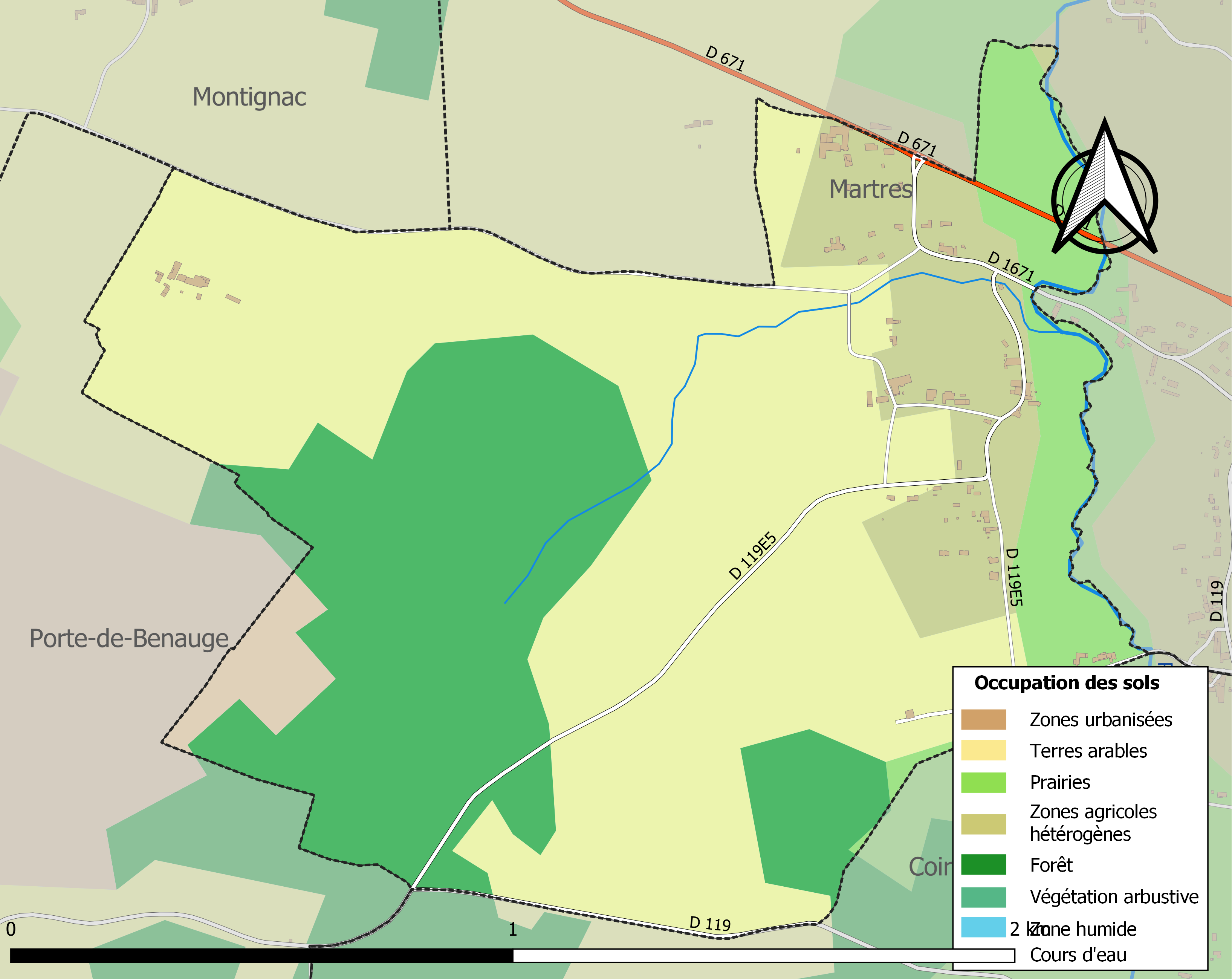
Carte des infrastructures et de l'occupation des sols de la commune en 2018 (CLC).

L'occupation des sols de la commune, telle qu'elle ressort de la base de données européenne d’occupation biophysique des sols Corine Land Cover (CLC), est marquée par l'importance des territoires agricoles (70,2 % en 2018), en augmentation par rapport à 1990 (67,6 %). La répartition détaillée en 2018 est la suivante : 
cultures permanentes (50,6 %), forêts (27,7 %), zones agricoles hétérogènes (11,2 %), prairies (8,4 %), mines, décharges et chantiers (2,2 %). L'évolution de l’occupation des sols de la commune et de ses infrastructures peut être observée sur les différentes représentations cartographiques du territoire : la carte de Cassini (XVIIIe siècle), la carte d'état-major (1820-1866) et les cartes ou photos aériennes de l'IGN pour la période actuelle (1950 à aujourd'hui).

### Voies de communication et transports
La principale voie de communication routière est la route départementale D671, ancienne route nationale 671, qui passe au nord du village et mène vers le nord-ouest à Baigneaux et au-delà à Créon et vers le sud-est à Saint-Brice et Sauveterre-de-Guyenne ; le village lui-même est traversé par la route départementale D119e5 qui relie cette D671 et mène vers le sud à la route départementale D119 qui relie Cantois à l'ouest et Coirac à l'est.
L'accès à l'autoroute A62 (Bordeaux-Toulouse) le plus proche est celui de  2 Podensac qui se situe à 22 km vers le sud-ouest.

L'accès  1 Bazas à l'autoroute A65 (Langon-Pau) se situe à 35 km vers le sud.

L'accès le plus proche à l'autoroute A89 (Bordeaux-Lyon) est celui de l'échangeur autoroutier  avec la route nationale 89 qui se situe à 28 km vers le nord-ouest.
La gare SNCF la plus proche est celle, distante de 17 km par la route vers le sud, de Saint-Pierre-d'Aurillac sur la ligne Bordeaux-Sète du TER Aquitaine. Sur la même ligne mais offrant plus d'opportunités de liaisons, la gare de La Réole se situe à 20 km par la route vers le sud-est et celle Langon à 21 km par la route vers le sud-sud-ouest.

La gare de Libourne sur la ligne TGV Atlantique Paris - Bordeaux, la ligne Intercités ligne Lyon - Bordeaux et le réseau TER Nouvelle-Aquitaine est distante de 29 km par la route vers le nord-nord-ouest.

### Risques majeurs
Le territoire de la commune de Saint-Genis-du-Bois est vulnérable à différents aléas naturels : météorologiques (tempête, orage, neige, grand froid, canicule ou sécheresse) et séisme (sismicité très faible). Un site publié par le BRGM permet d'évaluer simplement et rapidement les risques d'un bien localisé soit par son adresse soit par le numéro de sa parcelle.

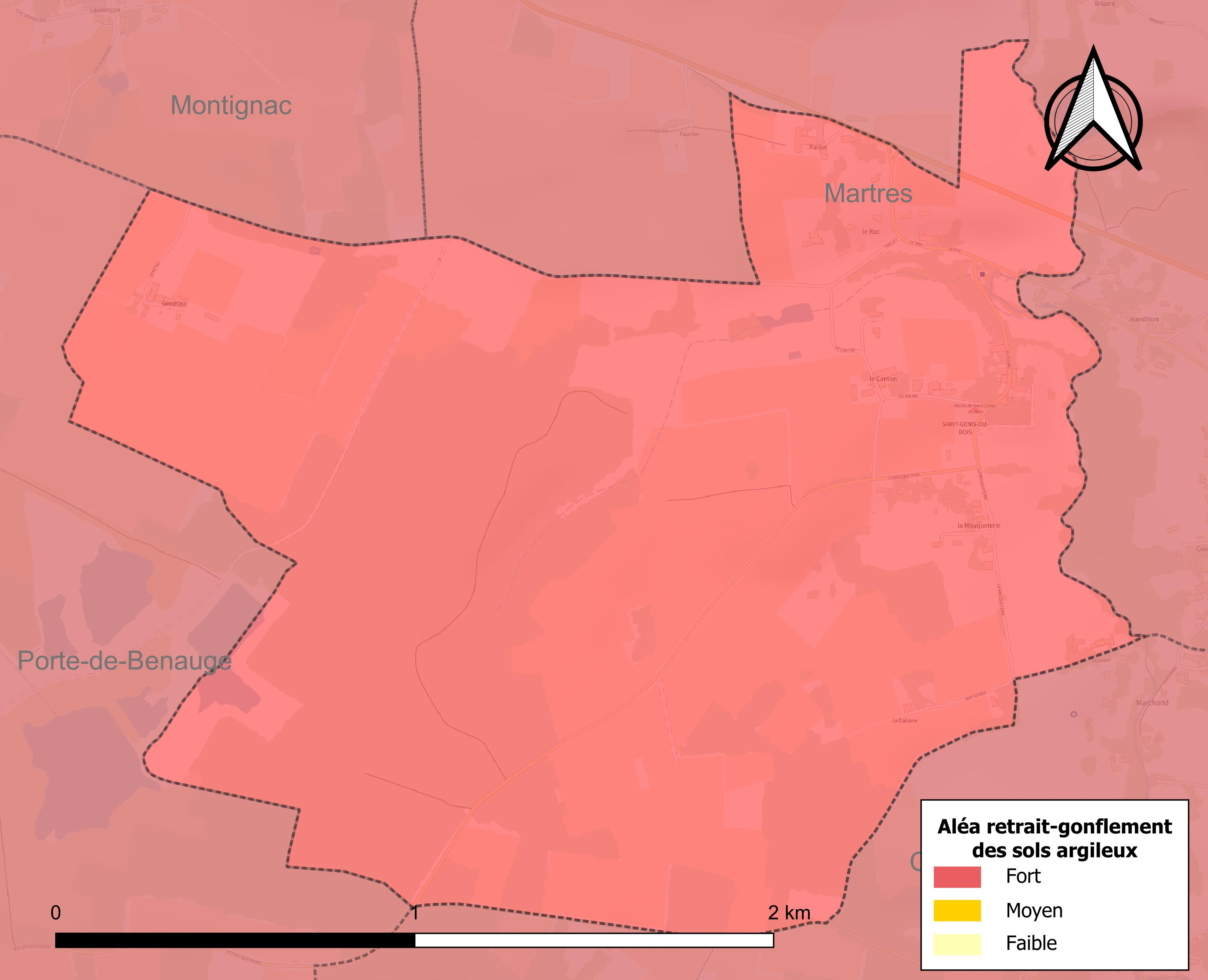
Carte des zones d'aléa retrait-gonflement des sols argileux de Saint-Genis-du-Bois.

Le retrait-gonflement des sols argileux est susceptible d'engendrer des dommages importants aux bâtiments en cas d’alternance de périodes de sécheresse et de pluie. La totalité de la commune est en aléa moyen ou fort (67,4 % au niveau départemental et 48,5 % au niveau national). Sur les 47 bâtiments dénombrés sur la commune en 2019, 47 sont en aléa moyen ou fort, soit 100 %, à comparer aux 84 % au niveau départemental et 54 % au niveau national. Une cartographie de l'exposition du territoire national au retrait gonflement des sols argileux est disponible sur le site du BRGM,.
La commune a été reconnue en état de catastrophe naturelle au titre des dommages causés par les inondations et coulées de boue survenues en 1982, 1983, 1991, 1999, 2009 et 2020, par la sécheresse en 2017 et par des mouvements de terrain en 1999.

## Histoire
À la Révolution, la paroisse Saint-Genis-du-Bois forme la commune de Saint-Genis-du-Bois.

## Politique et administration
| Période                                  | Période       | Identité          | Étiquette | Qualité     |
| ---------------------------------------- | ------------- | ----------------- | --------- | ----------- |
| mars 2008                                | 2014          | Michel Villeneuve |           |             |
| mars 2014                                | décembre 2024 | Rémi Villeneuve   |           | Agriculteur |
| Les données manquantes sont à compléter. |               |                   |           |             |

## Démographie
L'évolution du nombre d'habitants est connue à travers les recensements de la population effectués dans la commune depuis 1793. Pour les communes de moins de 10 000 habitants, une enquête de recensement portant sur toute la population est réalisée tous les cinq ans, les populations de référence des années intermédiaires étant quant à elles estimées par interpolation ou extrapolation. Pour la commune, le premier recensement exhaustif entrant dans le cadre du nouveau dispositif a été réalisé en 2004.

En 2022, la commune comptait 86 habitants, en évolution de −4,44 % par rapport à 2016 (Gironde : +6,91 %, France hors Mayotte : +2,11 %).
| 1793 | 1800 | 1806 | 1821 | 1831 | 1836 | 1841 | 1846 | 1851 |
| ---- | ---- | ---- | ---- | ---- | ---- | ---- | ---- | ---- |
| 119  | 127  | 134  | 111  | 108  | 107  | 102  | 113  | 124  |

| 1856 | 1861 | 1866 | 1872 | 1876 | 1881 | 1886 | 1891 | 1896 |
| ---- | ---- | ---- | ---- | ---- | ---- | ---- | ---- | ---- |
| 102  | 110  | 112  | 109  | 114  | 107  | 106  | 105  | 108  |

| 1901 | 1906 | 1911 | 1921 | 1926 | 1931 | 1936 | 1946 | 1954 |
| ---- | ---- | ---- | ---- | ---- | ---- | ---- | ---- | ---- |
| 102  | 102  | 101  | 102  | 88   | 88   | 76   | 76   | 71   |

| 1962 | 1968 | 1975 | 1982 | 1990 | 1999 | 2004 | 2006 | 2009 |
| ---- | ---- | ---- | ---- | ---- | ---- | ---- | ---- | ---- |
| 76   | 65   | 60   | 70   | 83   | 75   | 91   | 90   | 98   |

| 2014 | 2019 | 2022 | - | - | - | - | - | - |
| ---- | ---- | ---- | - | - | - | - | - | - |
| 91   | 86   | 86   | - | - | - | - | - | - |

## Culture locale et patrimoine

### Lieux et monuments
- Église Saint-Genis de style roman construite au XIIe siècle, inscrite au titre des monuments historiques en 1925[21].

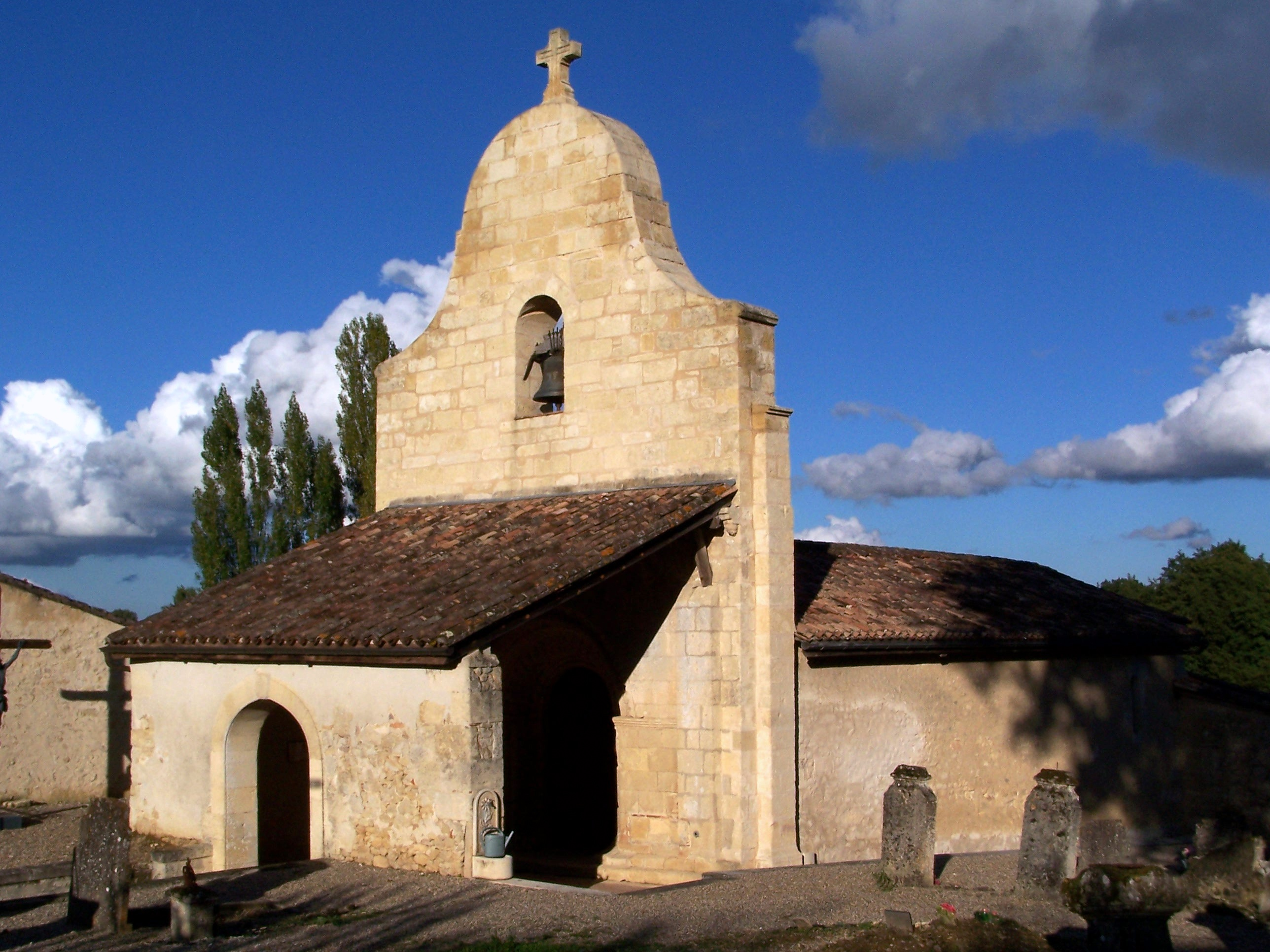
L'église de Saint-Genis-du-Bois face à l'ouest (oct. 2012)
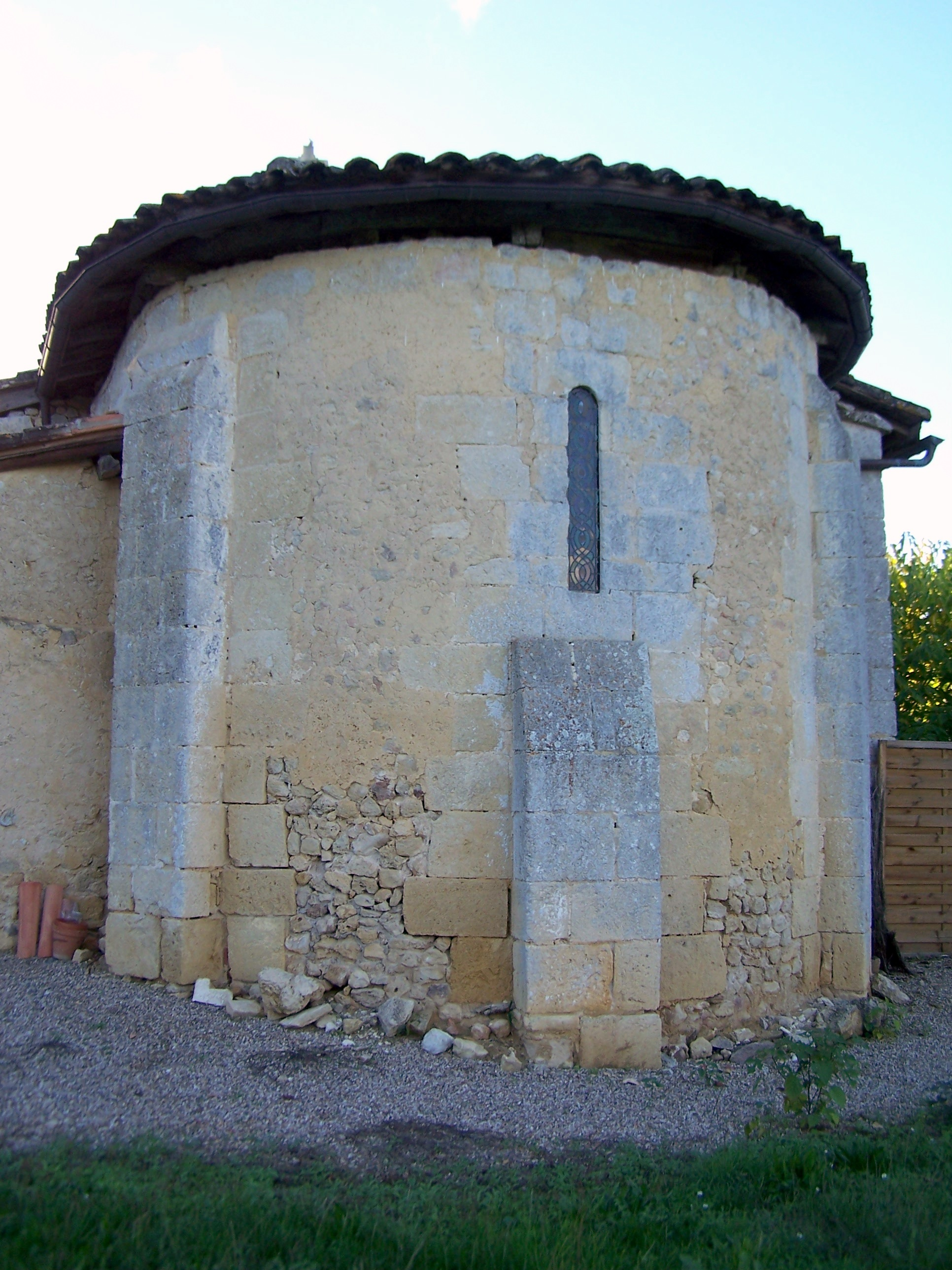
Le chevet (oct. 2012)
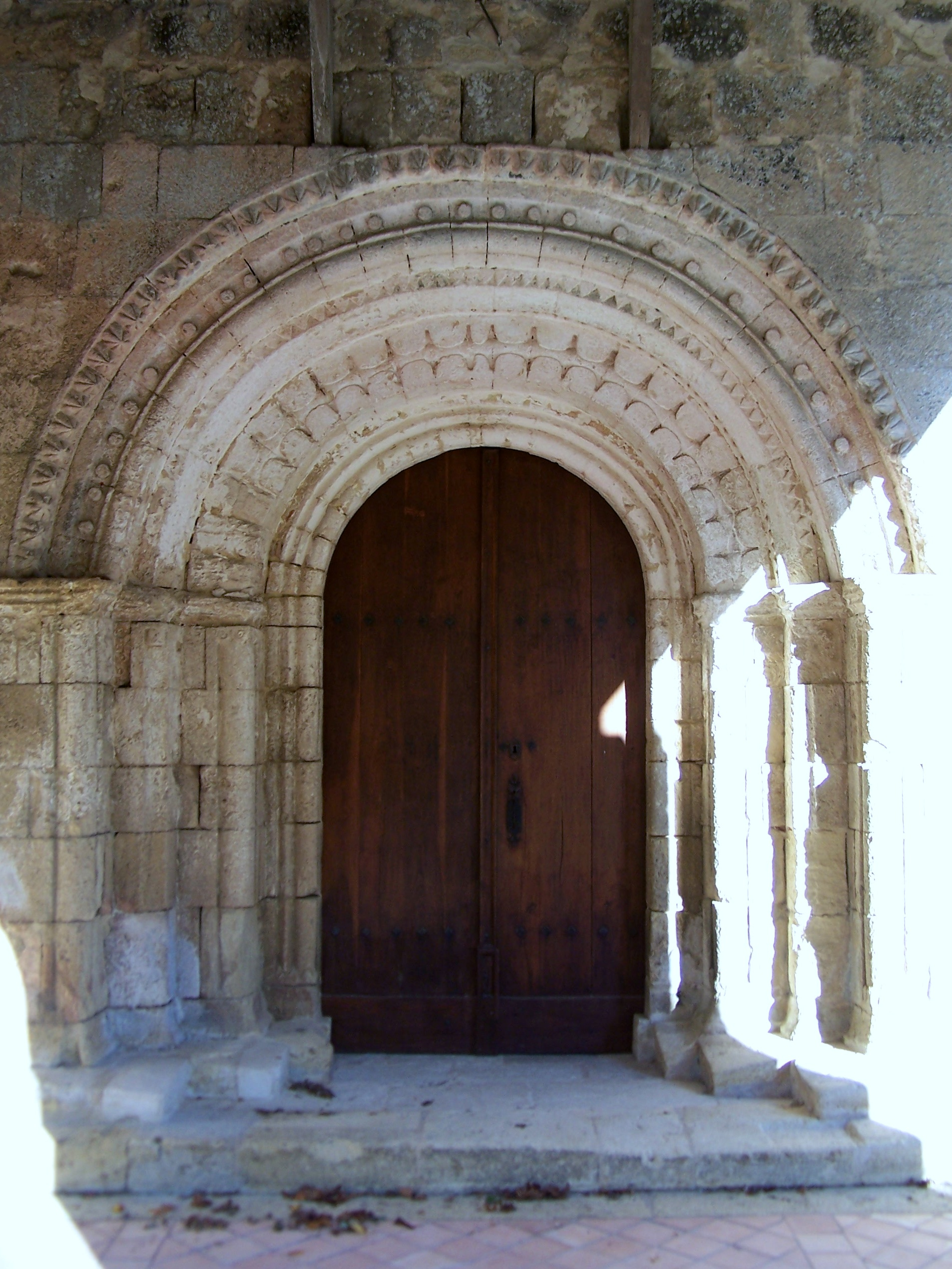
Le portail (oct. 2012)
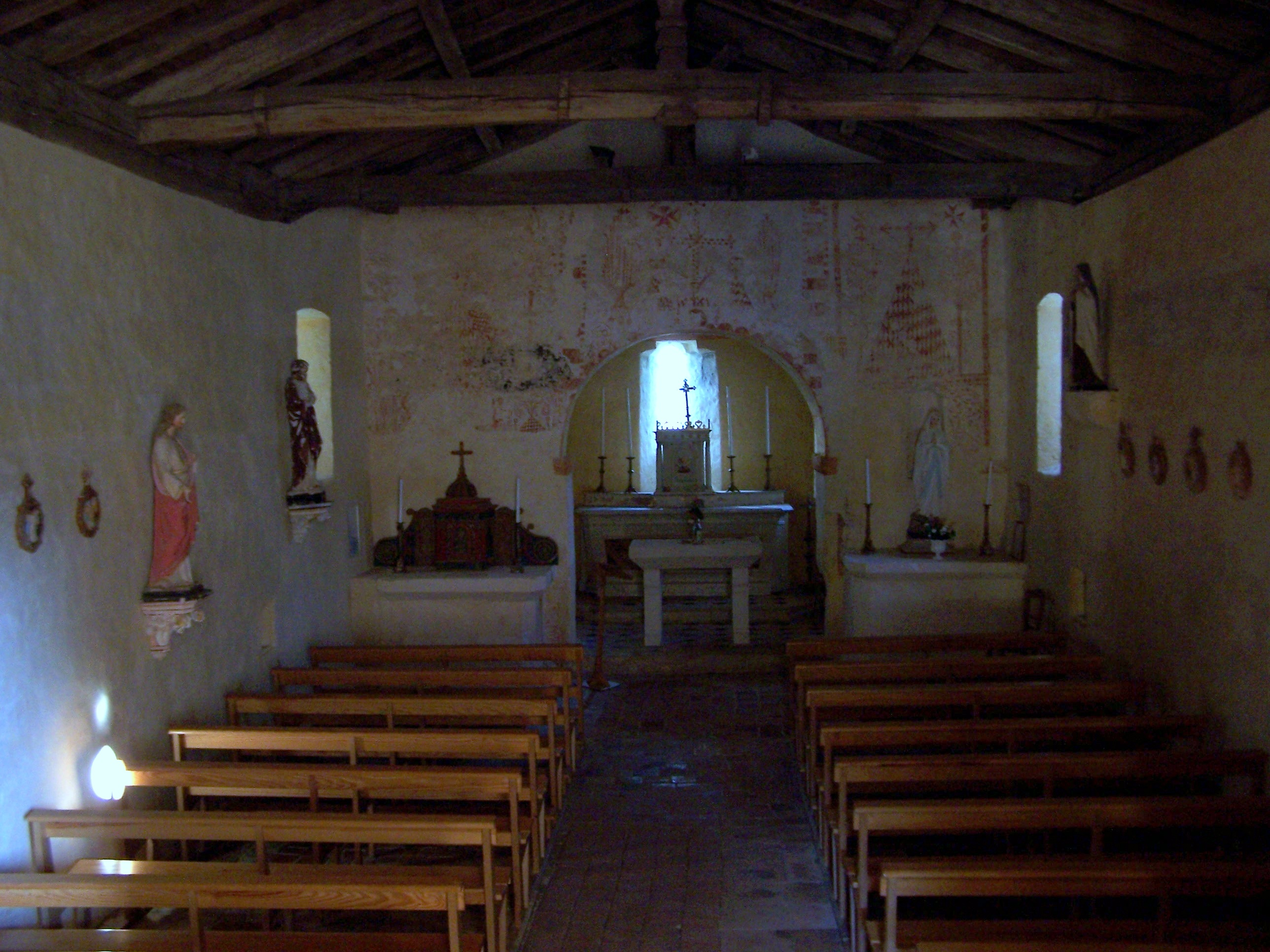
La nef (oct. 2012)
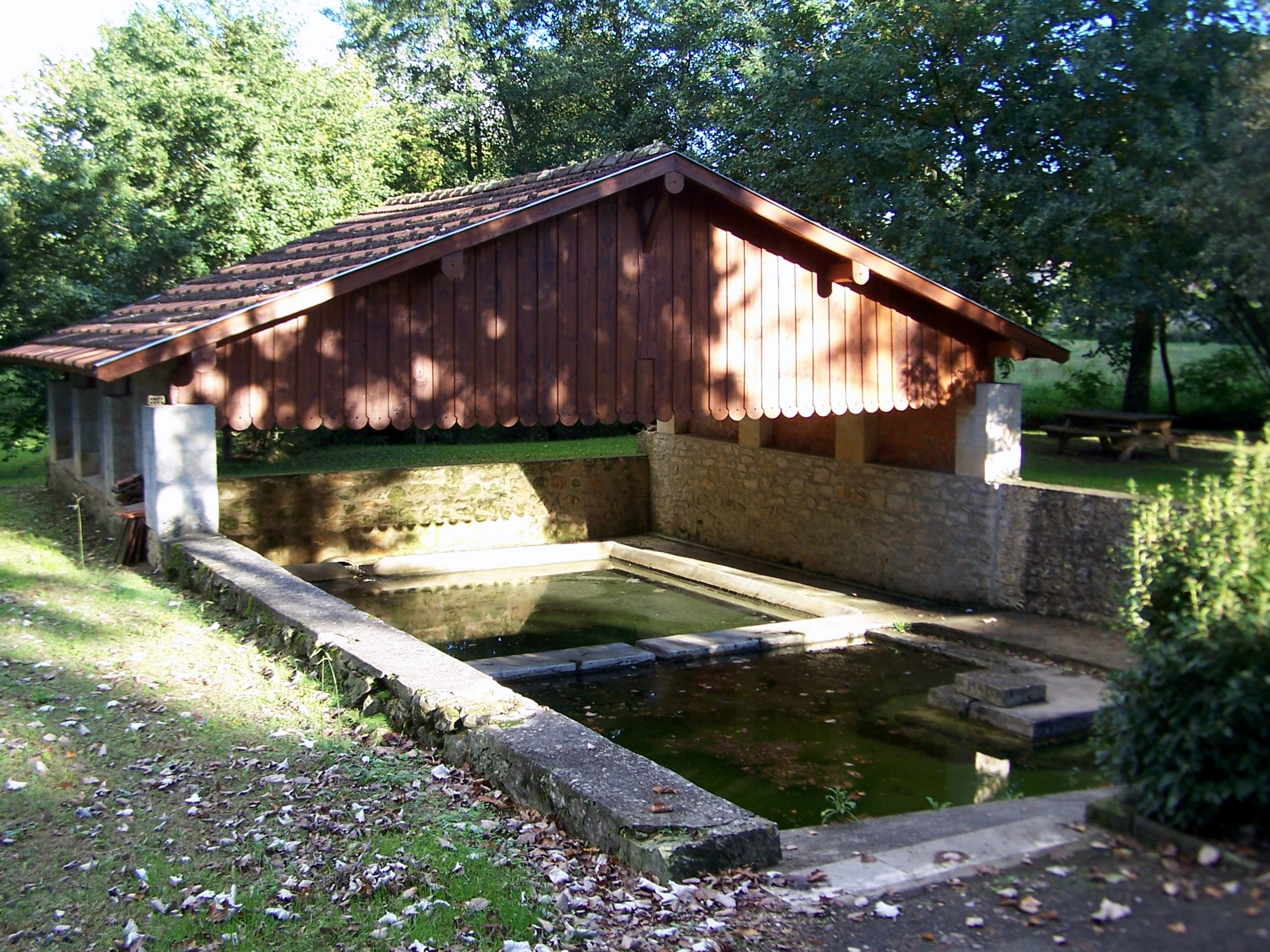
Lavoir à l'entrée nord du village (oct. 2012)
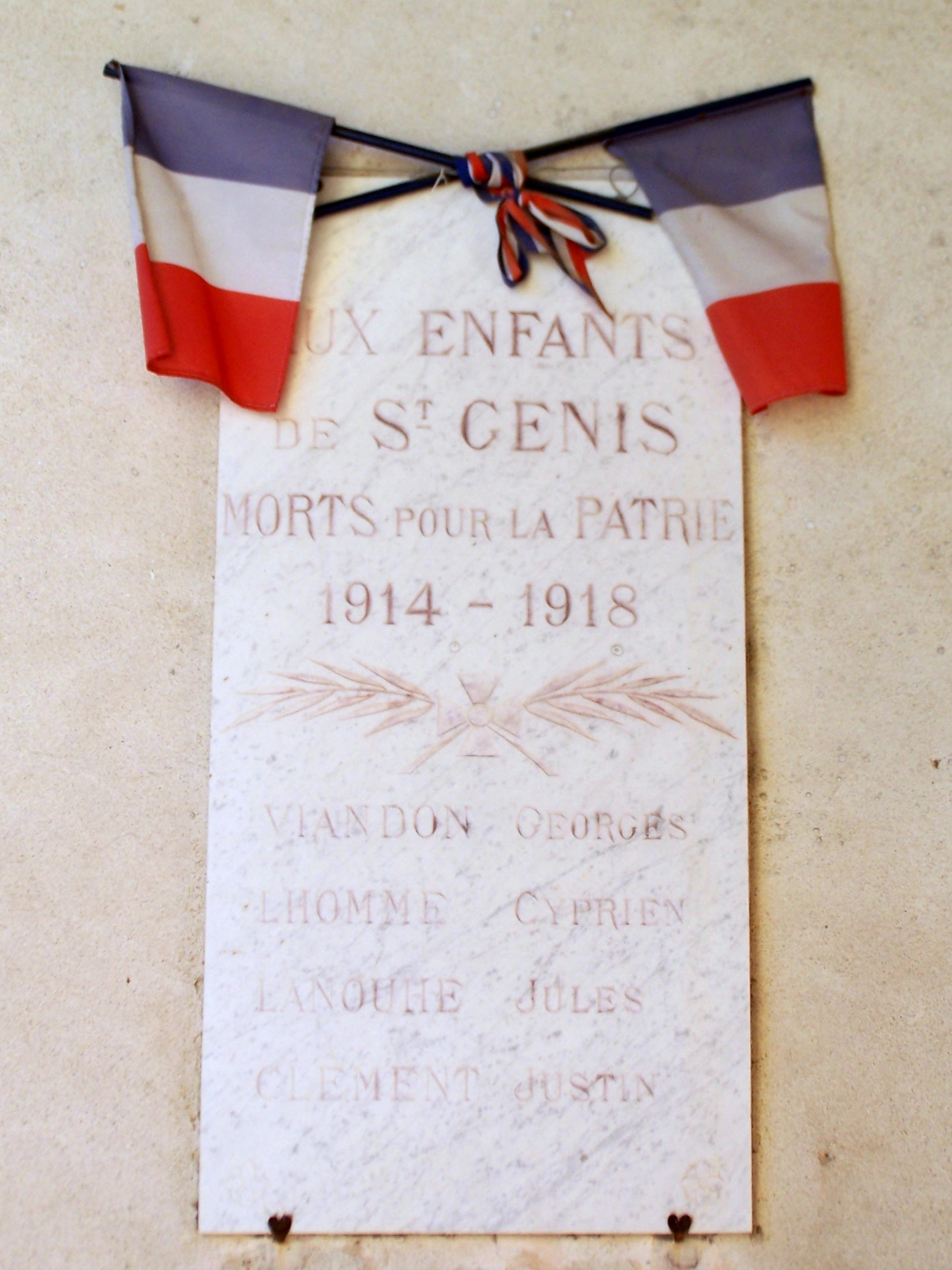
Stèle aux morts sous le porche de l'église (oct. 2012)